# Miss Italia 2013
Miss Italia 2013 si è svolta per la prima volta presso il Palazzo del Turismo di Jesolo in un'unica serata, il 27 ottobre 2013. È stata condotta per la prima volta da Massimo Ghini, Cesare Bocci e Francesca Chillemi. Si è trattato della prima edizione che si tiene presso Jesolo, dopo che l'organizzazione ha dovuto rinunciare alla sede di Montecatini Terme, e la prima edizione ad essere trasmessa da LA7.
La vincitrice è stata la diciannovenne Giulia Arena di Messina. Seconda classificata la diciottenne Fabiola Speziale di Ribera (AG), e infine terza la ventunenne Federica Ciocci di Cagliari.

## Piazzamenti
| Risultato finale | Concorrente |
| ---------------- | --- |
| Miss Italia 2013 | - – Giulia Arena (09) |
| 2ª classificata  | - – Fabiola Speziale (20) |
| 3ª classificata  | - – Federica Ciocci (13) |
| Top 7            | - – Ylenia Fresilli (06) - – Laura Narciso (11) - – Alessia Cascella (14) - – Chiara Cennamo (17) |
| Top 21           | - – Beatrice Carlotta Marcolini (01) - – Valentina Bonariva (02) - – Giulia Masotti (03) - – Marianna Arnaldi (04) - – Benedetta Rossi (05) - – Priscilla Bernardoni (07) - – Martina Bonci (08) - – Erika Bufano (10) - – Margherita Arciprete (12) - – Graziella Cilione (15) - – Maria Selena Filippo (16) - – Nancy Bernacchia (18) - – Beatrice Gattuso (19) - – Sara Ligori (21) |

## Le concorrenti
- 001) Viola Pigola (Miss Valle D'Aosta)
- 002) Marta Gariglio (Miss Piemonte)
- 003) Sara Bettoni (Miss Lombardia)
- 004) Alice Caldini (Miss Trentino-Alto Adige)
- 005) Paola Rosani (Miss Friuli Venezia Giulia)
- 006) Laura Telve (Miss Veneto)
- 007) Curzia Tortorella (Miss Liguria)
- 008) Samantha Schena (Miss Emilia)
- 009) Virginia Balboni (Miss Romagna)
- 010) Giulia Fontana (Miss Toscana)
- 011) Rebecca Antonini (Miss Umbria)
- 012) Nancy Bernacchia (Miss Marche)
- 013) Giulia Belmonte (Miss Abruzzo)
- 014) Costanza Nisi (Miss Lazio)
- 015) Margherita Arciprete (Miss Campania)
- 016) Marta Gragnano (Miss Molise)
- 017) Maria Selena Filippo (Miss Puglia)
- 018) Alessia Siclari (Miss Calabria)
- 019) Brunilde Brigante (Miss Basilicata)
- 020) Federica Lazzara (Miss Sicilia)
- 021) Francesca Rossi (Miss Sardegna)
- 022) Giulia Masotti (Miss Cinema Planter's Lombardia)
- 023) Zeudi Zuin (Miss Cinema Planter's Veneto)
- 024) Rebecca Sciascia (Miss Cinema Planter's Liguria)
- 025) Sara Ligori (Miss Cinema Planter's Toscana)
- 026) Alessia Cascella (Miss Cinema Planter's Campania)
- 027) Giulia Arena (Miss Cinema Planter's Sicilia)
- 028) Denise Parisi (Miss Eleganza Trentino-Alto Adige)
- 029) Benedetta Rossi (Miss Eleganza Toscana)
- 030) Esterina Rumè (Miss Eleganza Sicilia)
- 031) Ilaria Dolar (Miss Deborah Milano Trentino-Alto Adige)
- 032) Beatrice Carlotta Marcolini (Miss Deborah Milano Veneto)
- 033) Martina Bonci (Miss Deborah Milano Toscana)
- 034) Laura Narciso (Miss Deborah Milano Basilicata)
- 035) Luana Filippi (Miss Deborah Milano Sicilia)
- 036) Federica Ciocci (Miss Deborah Milano Sardegna)
- 037) Elena Toffanin (Miss Wella Professionals Veneto)
- 038) Marinella Di Giacomo (Miss Wella Professionals Emilia-Romagna)
- 039) Lara Quercioli (Miss Wella Professionals Toscana)
- 040) Valeria Albi (Miss Wella Professionals Abruzzo. Ora Miss EY 2018)
- 041) Beatrice Gattuso (Miss Wella Professionals Lazio)
- 042) Graziella Cilione (Miss Wella Professionals Calabria)
- 043) Jessica Mascheretti (Miss Rocchetta Bellezza Lombardia)
- 044) Bettina Anna Manfra (Miss Rocchetta Bellezza Trentino)
- 045) Marianna Arnaldi (Miss Rocchetta Bellezza Veneto)
- 046) Matilde Fioravanti (Miss Rocchetta Bellezza Toscana)
- 047) Maria Chiara Vigoriti (Miss Rocchetta Bellezza Umbria)
- 048) Laura Grassi (Miss Rocchetta Bellezza Lazio)
- 049) Denise Frigo (Miss Miluna Veneto)
- 050) Ottavia Bettoni (Miss Miluna Lazio)
- 051) Erika Bufano (Miss Miluna Campania)
- 052) Rosa Fariello (Miss Miluna Puglia)
- 053) Fabiola Speziale (Miss Miluna Sicilia)
- 054) Francesca Idini (Miss Miluna Sardegna)
- 055) Angelica Perogio (Miss Ragazza in Gambissime Luciano Barachini Emilia-Romagna)
- 056) Madine Konade (Miss Ragazza in Gambissime Luciano Barachini Toscana)
- 057) Ylenia Fresilli (Miss Ragazza in Gambissime Luciano Barachini Lazio)
- 058) Chiara Cennamo (Miss Ragazza in Gambissime Luciano Barachini Basilicata)
- 059) Ilaria Decaro (Miss Sportiva Liguria. Ora Miss Spritz 2018)
- 060) Valentina Bonariva (Miss Fair Play Montecarlo)
- 061) Marta Benincasa (Miss Forma Morbida Lazio)
- 062) Stefania Vincenzi (Miss Forma Morbida Sicilia)
- 063) Priscilla Bernardoni (Miss Roma)

## Titoli speciali nazionali
- Miss Fair Play: Madine Konate (Toscana)
- Miss Deborah Milano: Giulia Fontana (Toscana)
- Miss Wella Professionals: Ylenia Fresilli (Lazio)
- Miss Miluna: Fabiola Speziale (Sicilia)
- Miss Rocchetta Bellezza: Viola Pigola (Valle D'Aosta)
- Miss Ragazza in Gambissima Luciano Barachini: Sara Ligori (Toscana)
- Miss Arrex: Marianna Arnaldi (Veneto)
- Miss Cinema Planter's: Giulia Arena  (Sicilia)
- Miss Eleganza: Giulia Masotti (Lombardia)
- Miss Energia Edison: Priscilla Bernardoni (Lazio)
- Miss Simpatia Le Pandorine: Matilde Fioravanti (Toscana)
- Miss Italia Sport Lotto: Maria Selena Filippo (Puglia)
- Miss Forme Morbide: Marta Benincasa (Lazio)
- Miss Diva e Donna: Ylenia Fresilli (Lazio)
- Miss Kia Soul: Federica Lazzara (Sicilia)
- Miss Tv Sorrisi e Canzoni: Fabiola Speziale (Sicilia)

## Finaliste per Regione
| Finaliste | Regione               |
| --------- | --------------------- |
| 7         | Lazio                 |
| 7         | Toscana               |
| 6         | Sicilia               |
| 6         | Veneto                |
| 4         | Lombardia             |
| 4         | Emilia-Romagna        |
| 4         | Trentino-Alto Adige   |
| 3         | Campania              |
| 3         | Sardegna              |
| 3         | Liguria               |
| 3         | Basilicata            |
| 2         | Puglia                |
| 2         | Calabria              |
| 2         | Umbria                |
| 2         | Abruzzo               |
| 1         | Friuli-Venezia Giulia |
| 1         | Piemonte              |
| 1         | Marche                |
| 1         | Molise                |
| 1         | Valle d'Aosta         |

## Giuria

### Giuria di spettacolo
- Saverio Marconi (presidente di giuria)
- Rita dalla Chiesa
- Massimo Lopez
- Caterina Murino
- Salvo Sottile
- Lucrezia Lante della Rovere

### Giuria tecnica
- Saverio Marconi (presidente di giuria)
- Stefano Reali
- Gianna Tani

## Ospiti
- Max Gazzè
- Alessandro Siani
- Nina Zilli

## Ascolti TV
La serata finale di Miss Italia 2013 ottiene 937.000 spettatori (5.51%). In particolare, il blocco all'interno del quale è stata incoronata Miss Italia Giulia Arena ha registrato, intorno all'1 di notte, il picco di share del 16%, lanciando La7 sul podio come rete più vista. Il picco di ascolto, pari a 1.544.000 spettatori, si è registrato invece alle 21.54. Quanto alla copertura media, le persone che si sono sintonizzate su Miss Italia e hanno guardato lo spettacolo per almeno un minuto sono state 8.662.000.
| Messa in onda   | Telespettatori | Share |
| --------------- | -------------- | ----- |
| 27 ottobre 2013 | 937.000        | 5,51% |